# قوارب غلين كاريغ
قوارب غلين كاريغ (بالإنجليزية: The Boats of the "Glen Carrig")‏ هي رواية رعب بقلم وليام هوب هودجسون، نشرت لأول مرة في عام 1907. اكتسبت الرواية أهميتها بعد إحيائها لاحقا من قبل دار بالانتاين في المجلد الخامس والعشرين من في سلسلة بالانتاين لأدب الشباب في فبراير 1971.
تمت كتابة الرواية بأسلوب قديم، وقدمت كسجل حقيقي كتب في عام 1757 لأحداث وقعت في وقت سابق. الراوي هو راكب كان مسافرا على متن السفينة غلين كاريغ، والتي فقدت في البحر عندما ضربت «صخرة خفية». تروي القصة مغامرات الناجين من الحطام في قاربين من قوارب النجاة.
قد يجد القراء الحديثون أسلوب الكتابة أكثر مملا من أعمال هودجسون الأخرى، فليس بالقصة حوار بالمعنى المعتاد، وغالبا ما تكون جمل هودجسون طويلة جدا، وذلك باستخدام الفواصل المنقوطة والعديد من عبارات الجر. الأسلوب مشابه للأسلوب الذي استخدمه هودجسون في روايته أرض الليل (1912)، رغم أن رواية القوارب كانت أقصر وإكمالها أسهل من الأخرى.
في حين كانت أرض الليل مثالا مبكرا على الخيال العلمي، فقد كانت رواية القوارب مغامرة بقائية في المقام الأول مع عناصر رعب في شكل وحوش. لا تتطلب الوحوش بالضرورة تفسيرا خارقا - أي ليسوا أشباح، كما هو الحال في رواية هودجسون القراصنة الأشباح (1909) أو بعض قصص كارناكي بقلم هودجسون، ولكن هناك أيضا بعض التفسيرات. تثير الرواية في استخدامها القوي من التفاصيل الملموسة الأفكار عن عالم ضائع، وتقدم دراسة مثيرة للاهتمام عن العلاقات الإنسانية وأعراف الطبقات، حيث يتزعزع التمييز الطبقي بين الراوي وأعضاء الطاقم بسبب الوضع المشترك الذي وجدوا أنفسهم فيه، ولكنه يعود مجددا في النهاية.
خرج هذا النص من إطار حقوق الطبع والنشر وهو متاح عبر الإنترنت من خلال مشروع غوتنبرغ وغيره من المصادر. وهناك تسجيل مفصل للرواية متاح في شكل بودكاست.